# آلباتروس دی۷
آلباتروس دی۷ (به انگلیسی: Albatros_D.VII) یک هواگرد از نوع جنگنده ساخت شرکت آلباتروس فلوکتسایک‌ورک در آلمان است.